# Кальмиусский заповедник
«Кальмиусский» — природный заповедник в Тельмановском районе Донецкой области. Основан в 2008 году. Отделение украинского степного природного заповедника.
Заповедник расположен на Приазовской возвышенности, где в разломах кристаллического щита протекает река Кальмиус. Основная часть находится между селами Староласпа и Гранитное, ещё часть находится отдельно в километре ниже по течению на левом склоне балки Максимова (левого притока Кальмиуса).
Общая площадь заповедника занимает 579,6 га и представляет собой каменистую степь с обнажениями гранитов, которые присутствуют не только в виде скал на склонах долины реки Кальмиус, но также как плоские гранитные обнажения на водораздельных возвышенностях. Возраст гранитов составляет 560 млн лет. Ширина русла реки на территории заповедника составляет 20-30 метров. Долина реки из-за выхода гранитов напоминает каньон. Правый берег Кальмиуса более крутой и обрывистый, встречаются высокие гранитные столбы и стенки, прорезанные расщелинами.

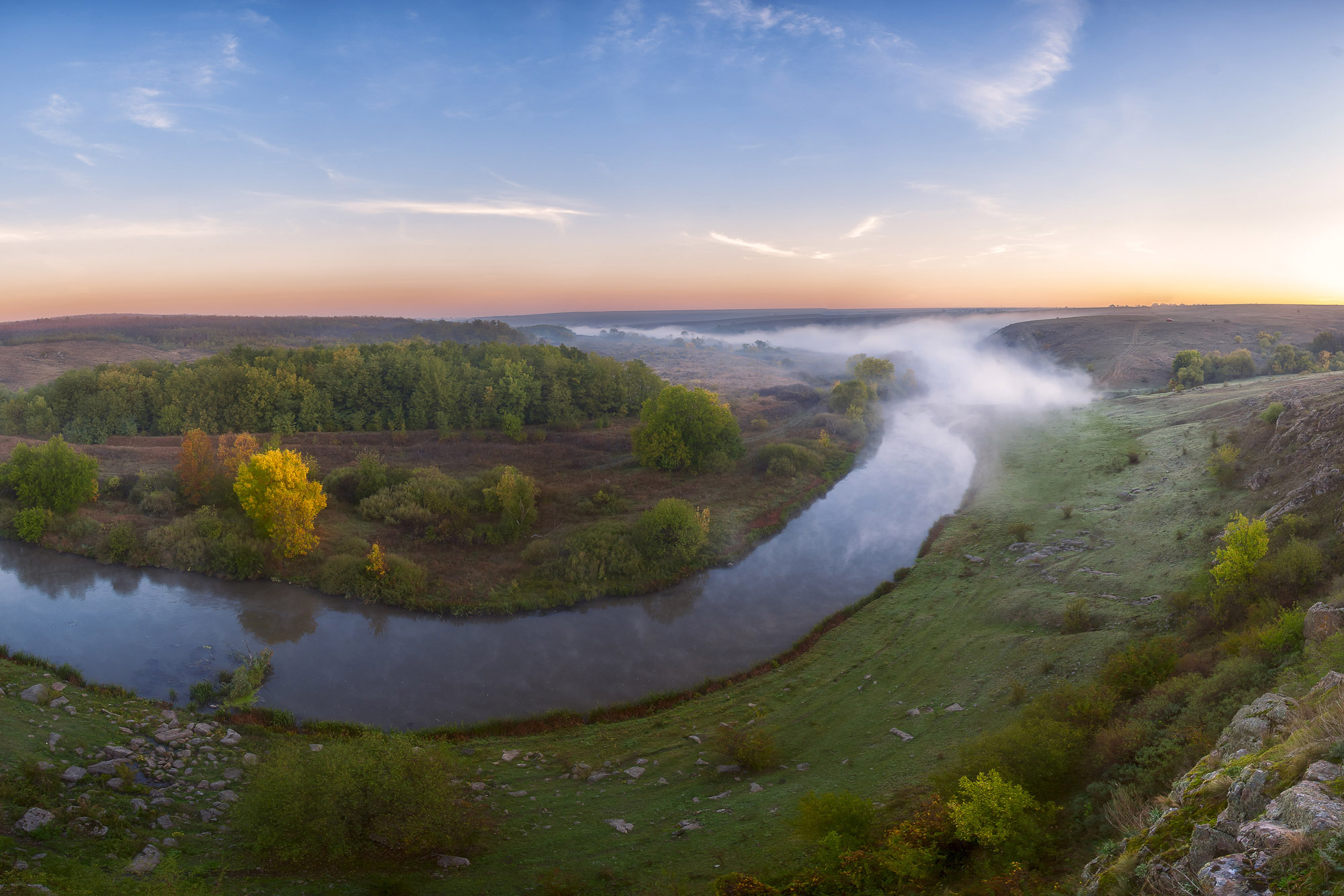
Кальмиус
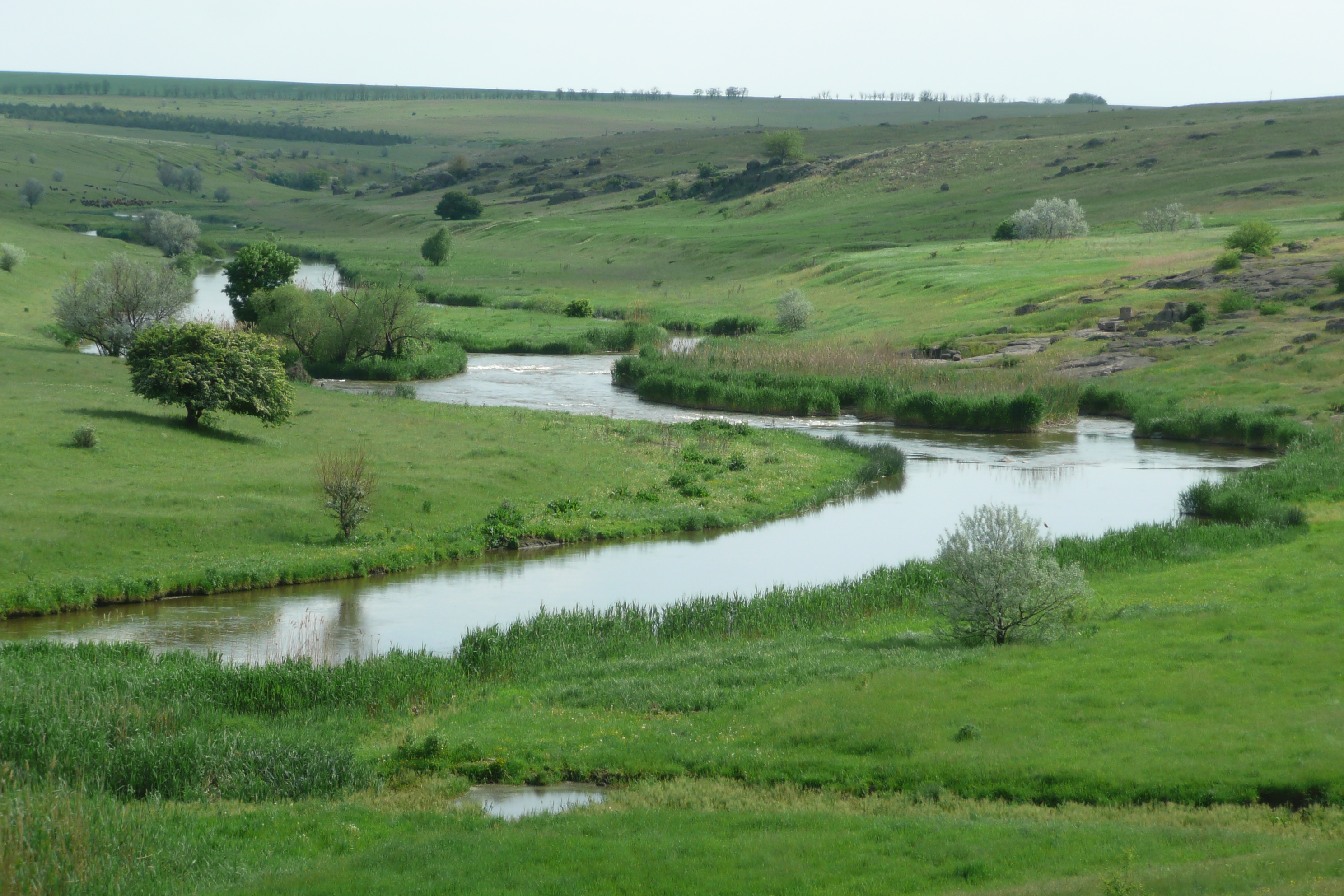
Кальмиус
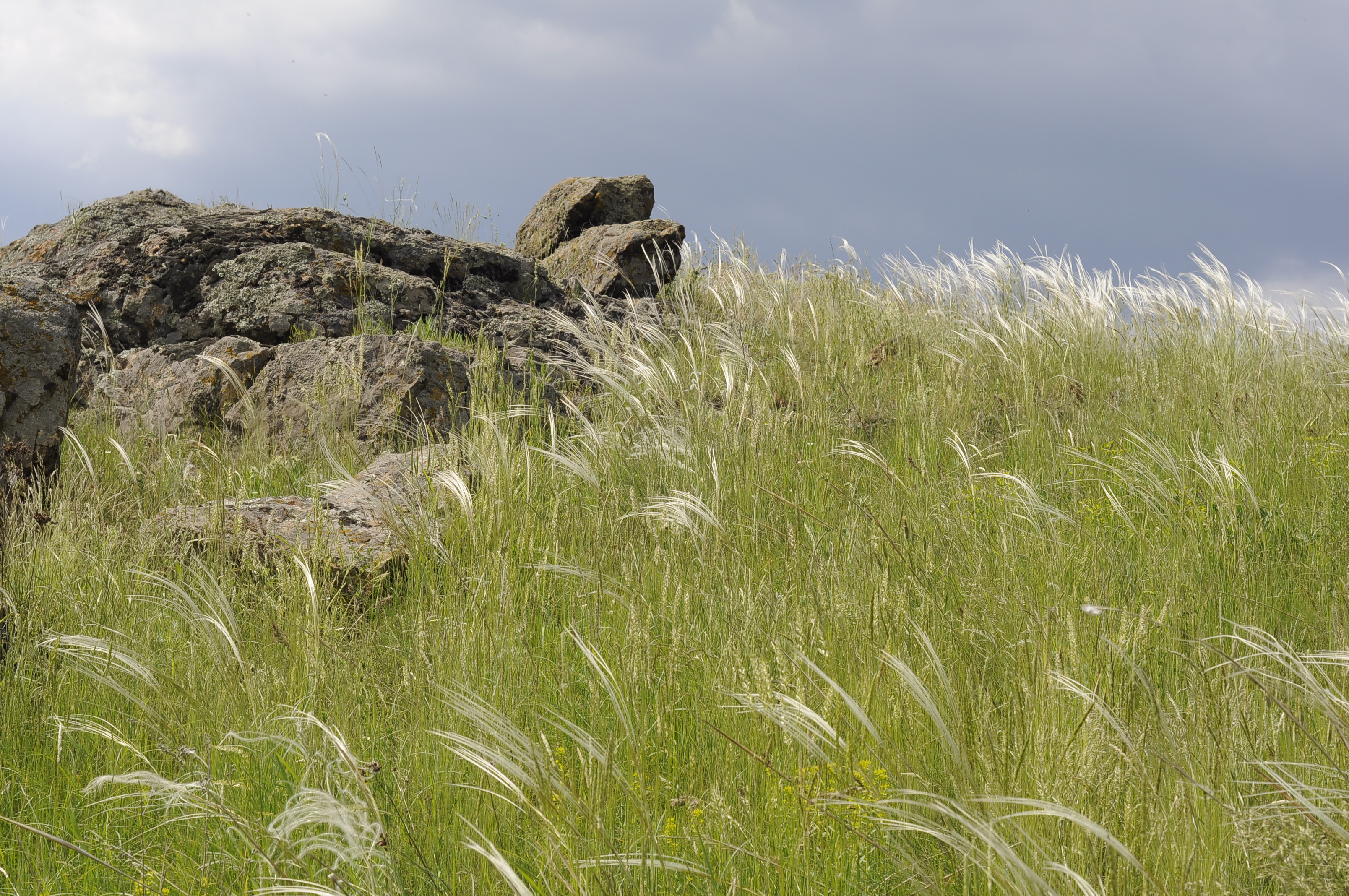
Склон, поросший ковылём
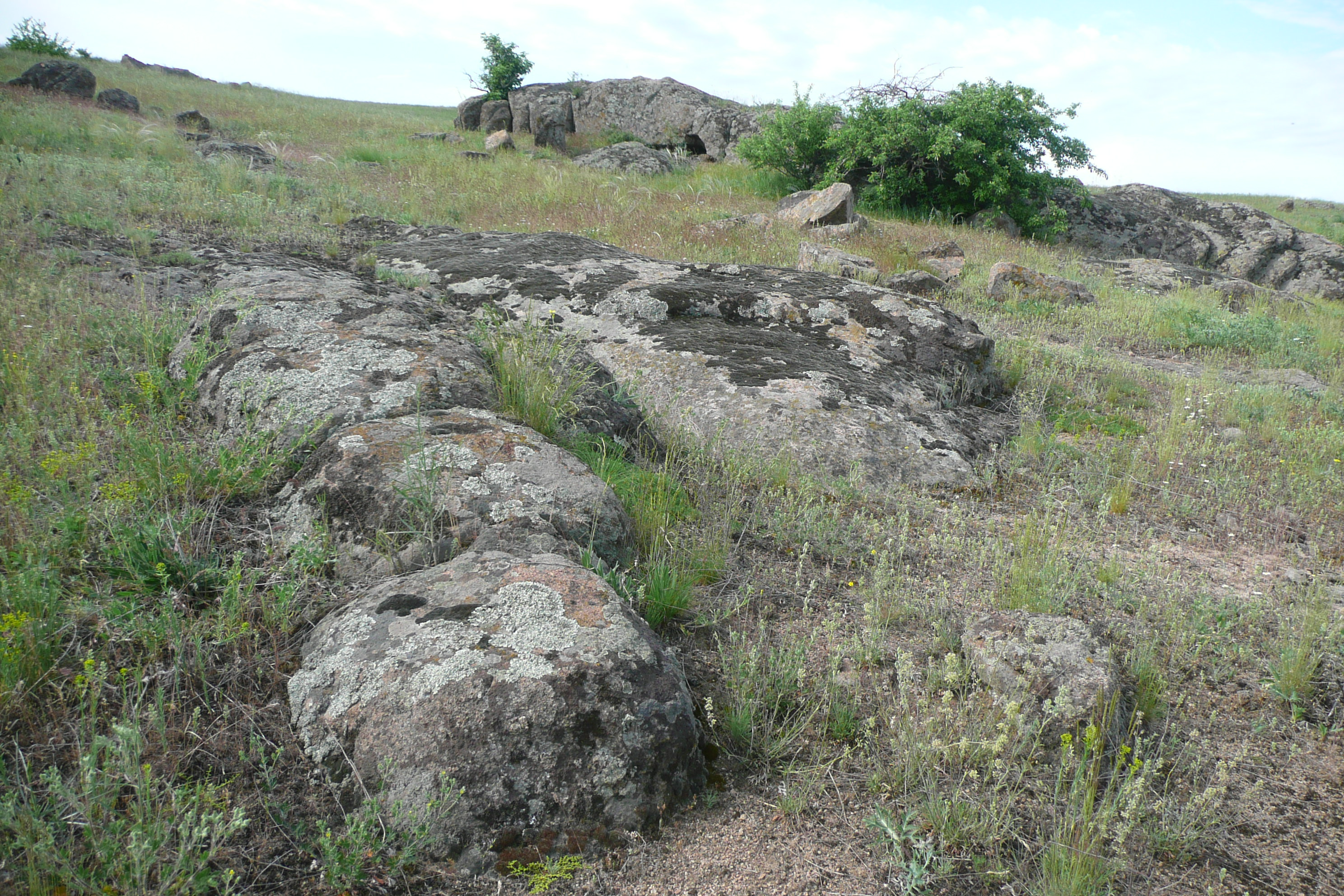
Выход гранита на поверхность

На территории заповедника произрастают лугово-степные, степные, петрофитные степные, лугово-болотные и водные виды. Многие растения занесены в Красную книгу Украины: аистник Бекетова, тимьян кальмиусский, тимьян ложногранитный, норичник донецкий, норичник гранитный, шиповник донецкий, шафран сетчатый, сон-трава, гиацинтик Палласа, тюльпан гранитный, тюльпан змеелистный, прострел чернеющий, ковыль гранитный, ковыль Граффа, ковыль волосистый, ковыль Лессинга, карагана скифская, калофака волжская, дельфиний пунцовый. Во флористический список также входят полынь, шалфей, норичник, тюльпан гранитный. Вдоль реки растут тростник, камыш и водные травы. Из животных встречаются цапли, ужи, журавли степные, дикие утки, фазаны, куропатки, перепела, лисы, зайцы, енотовидные собаки, куницы каменные, ласки, светлые хорьки.
В состав заповедника входит урочище Кирсаново.